# Наказний полковник
Наказний полковник — у козацьких полках Гетьманщини і Слобідської України в другій половині XVII—XVIII ст. особа, що тимчасово виконувала обов'язки полковника. Не був членом полкової ради.
Наказний полковник призначався полковником, або в разі відсутності полковника, полковою старшиною зі складу тієї ж полкової старшини, або зі знатних козаків. На відміну від козацького полковника, посада наказного полковника була виключно військовою. Наказний полковник мав право видавати укази за своїм підписом — універсали. Символом влади, як і у полковника, був: пернач, корогва та печатка.
Призначення наказного полковника відбувалося у випадках коли великий підрозділ полку вирушав у похід, але не був очолений полковником. Так у 1735 році козаки Харківського слобідського козацького полку вирушають у поход проти турків під керівництвом полкового обозного Івана Квітки, якому полковник Степан Тевяшов на час походу надав уряд наказного полковника.
Другою причиною призначення наказних полковників була у випадках, коли полк виступав у похід очолюваний полковником, але залишалася загроза ворожого нападу на територію полку. В таких випадках наказний полковник повинен був керувати обороною та стеженням за кордонами. Так у 1682 році козаки Харківського слобідського козацького полку на чолі з полковником Григорієм Донцем (1668—1690) вирушають у Кримський похід, на час відсутності полковника було призначено два наказних полковника Івана Сербина, якому були підлеглі Новобереківські, Мерефянські, Валківські та Соколовські козаки., а також Гаврила Могилку, якому були підлеглі Лиманські, Бишкинські, Андріївські, Савинецькі, Ізюмські та Цареборисівські козаки.. Таким чином ці наказні полковники відповідали за оборону полку на півночі (Сербин), та півдні (Могилка).
Крім того, у Слобідських козацьких полках, де були сильні бажання зробити «полковництво» спадковим, уряд наказного полковника дозволяв дітям полковників отримати необхідний досвід керування для подальшого зайняття вже повноцінного полковницького уряду. Більшість слобідських полковників з родів Донців-Захаржевських, Квіток, Перекрестових, Кондратьєвих, Шидловських були наказними полковниками за часи полковництва батьків чи родичів.